# Seinen manga
Seinen manga (Nhật: 青年漫画 (thanh niên mạn họa)), không nhầm lẫn với "seinen" (成年 (thành niên) tức "người lớn"), là một loại manga nhắm tới độc giả là nam giới trẻ và trưởng thành, được đăng trên những tạp chí seinen có đối tượng mục tiêu là nam từ khoảng 18 tuổi đến 40 tuổi, như Weekly Manga Times hay Weekly Manga Goraku. Seinen manga được phân biệt với shōnen manga vốn dành cho nam giới vị thành niên, mặc dù một số tác phẩm như xxxHolic lại có nhiều nét tương đồng với shōnen manga. Seinen manga thường có phong cách nghệ thuật đa dạng hơn và phong phú hơn về chủ đề, từ hành động, chính trị, khoa học viễn tưởng hay một số thậm chí có tính chất khiêu dâm. Tương đương với seinen manga nhưng dành cho nữ là josei manga.
Một cách thông thường để nhận ra tác phẩm đó có phải là seinen manga hay không là xem liệu có chữ kiểu furigana được dùng trên các từ kanji truyền thống không. Sự thiếu vắng chữ furigana có thể hiểu rằng đầu đề đó được hướng đến người trưởng thành. Dòng đầu đề trên tạp chí được xuất bản cũng là một chỉ dẫn quan trọng. Thường thì các tạp chí Nhật Bản với từ "young" trên đầu đề (như Weekly Young Jump) sẽ đăng tải seinen manga. Còn có những tạp chí pha trộn giữa shōnen và seinen như Gangan Powered và Comp Ace. Một số tạp chí seinen manga phổ biến khác gồm có Young Magazine, Weekly Young Sunday, Big Comic Spirits, Business Jump, Ultra Jump và Afternoon.
Một số seinen manga nổi tiếng: Berserk, Vagabond, Real, Sanctuary, Gantz, 20th Century Boys, Akira, Mushishi, Ghost in the Shell, Planetes, Maison Ikkoku, Pluto, Vinland Saga, Kiseiju, Old boy, Liar game...

## Tạp chí Seinen Manga
Một danh sách các tạp chí seinen manga Nhật Bản được lưu hành trong khoảng thời gian từ 01/10/2009 đến 30/09/2010.
| Tên tạp chí           | Số phát hành |
| --------------------- | ------------ |
| Weekly Young Magazine | 807,871      |
| Weekly Young Jump     | 768,980      |
| Big Comic Original    | 729,750      |
| Weekly Manga Goraku   | 500,000      |
| Big Comic             | 454,000      |
| Comic Kairakuten      | 350,000      |
| Weekly Morning        | 340,209      |
| Weekly Manga Sunday   | 300,000      |
| Business Jump         | 285,334      |
| Super Jump            | 277,500      |
| Big Comic Spirits     | 260,024      |
| Comic Shitsurakuten   | 250,000      |
| Young Champion        | 250,000      |
| Comic Ran             | 207,350      |
| Big Comic Superior    | 204,125      |
| Manga Action          | 200,000      |
| Young King            | 200,000      |